# Srikaton (Tugu Mulyo)
Srikaton is een bestuurslaag in het regentschap Musi Rawas van de provincie Zuid-Sumatra, Indonesië. Srikaton telt 4582 inwoners (volkstelling 2010).